# Ondrejkova dolina

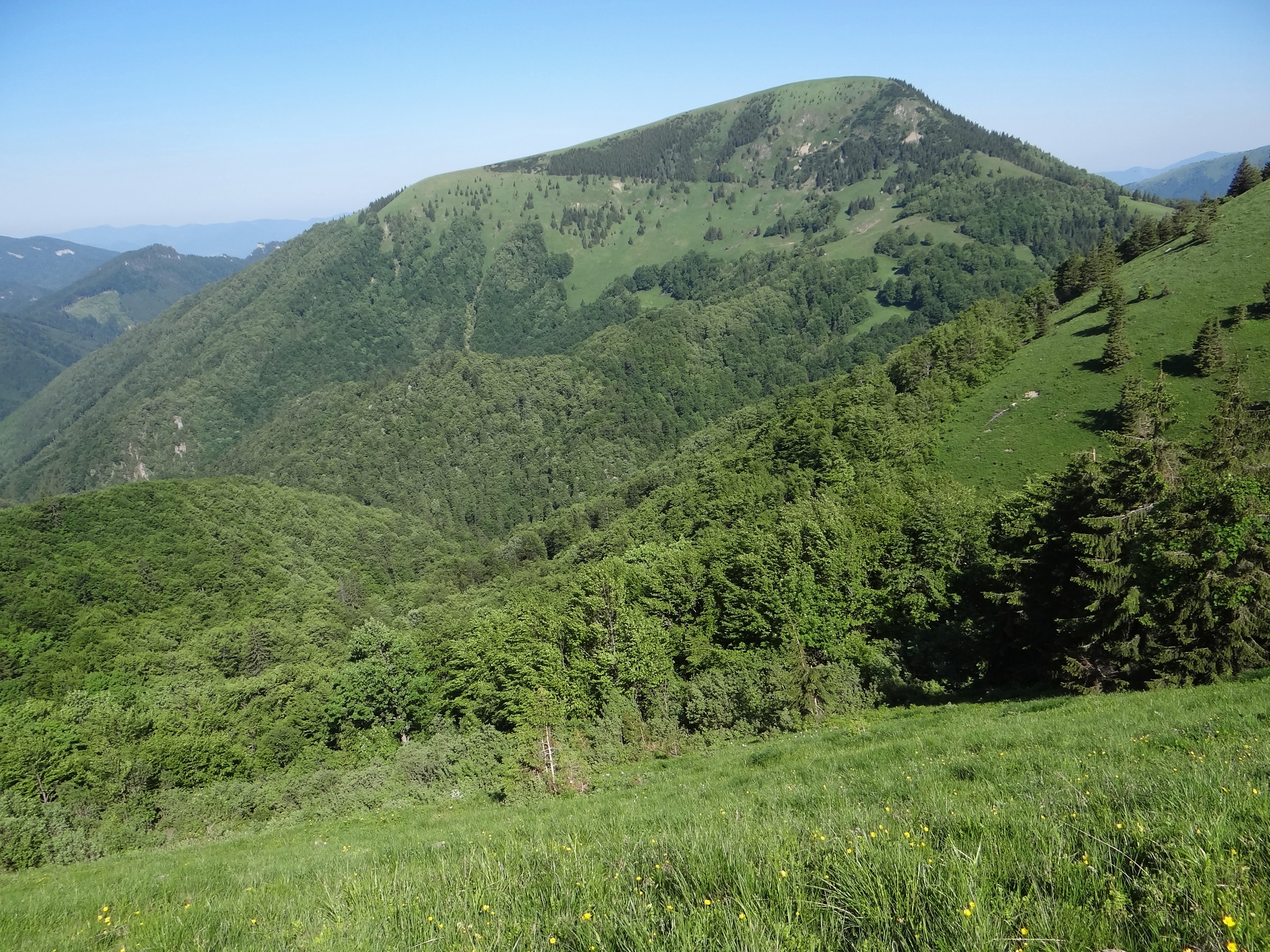
Ondrejkova dolina wcinająca się w stoki Borišova

Ondrejkova dolina – dolina w Wielkiej Fatrze na Słowacji. Jest orograficznie prawym odgałęzieniem Necpalskiej doliny (Necpalská dolina) i wcina się w północno-zachodnie zbocza Borišova Zaczyna się na wysokości około 1400 m trawiastą depresją, która stopniowo przekształca się w coraz głębszą, żlebowatą dolinkę. Jest na większej części swojej długości porośnięta lasem. Uchodzi do Necpalskiej doliny w lesie, na wysokości około 800 m.
Południowy stok Borišova jest stromy i w dużej części trawiasty. Powoduje to, że zimą schodzą nim duże lawiny, jedne z największych w całej Wielkiej Fatrze. 